# Эскюдье, Мари
Мари-Пьер-Паскаль-Ив Эскюдье (фр. Marie Escudier; 29 июня 1819, Кастельнодари, Лангедок-Руссильон — 18 апреля 1880, Париж) — французский журналист, музыкальный критик, музыковед
 и издатель.

## Биография
Вместе со своим братом Леоном в 1837 году отправился из провинции в Париж, где занялся журналистской деятельностью.
В 1838 году они основали музыкальный журнал «La France musicale», учредили музыкальное издательство, занимавшееся публикацией произведений Дж. Верди.
Сотрудничал с различными политическими газетами. В 1850—1858 годах с братом редактировал «Le Pays» и «Journal de l’empire».
В 1862 году братья разошлись, и Мари, оставивший издательскую фирму Леону, начал издавать новый музыкальный журнал «France musicale», который прекратил издаваться в 1870 году.

## Избранные сочинения (в соавт. с братом)
- «Etudes biographiques sur les chanteurs contemporains» (1840);
- «Dictionnaire de musique d’après les theoriciens, historiens et critiques les plus célèbres» (1844, 2 т.; 2-е изд. под загл.: «Dictionnaire de musique sthéorique et historique», 1858);
- «Rossini, sa vie et ses oeuvres» (1854);
- «Vie et aventures des cantatrices célèbres»…. (1856).